# Surat Thani Stadium
Surat Thani Stadium – wielofunkcyjny stadion w Surat Thani, w Tajlandii. Pojemność stadionu wynosi 10 000 widzów. Swoje spotkania rozgrywają na nim piłkarze klubu Surat Thani FC. Obiekt był jedną z aren turnieju piłkarskiego na Igrzyskach Azjatyckich 1998.